# Fagerholmarna
Fagerholmarna är en halvö i Finland. Den ligger i sjön Bruksträsket och i kommunen Ingå i den ekonomiska regionen  Raseborg  och landskapet Nyland, i den södra delen av landet, 60 km väster om huvudstaden Helsingfors.